# Bossam
Bossam là một loại ssam trong ẩm thực Hàn Quốc, trong đó thịt lợn hấp được gói trong một loại rau lá như rau diếp hoặc lá tía tô xanh, thường kèm theo một đồ gia vị ssamjang. Nó thường được dùng các loại lá gia vị sống hay chính tỏi, hành tây, tiêu, hay, phổ biến nhất là kimchi ngọt. Bossam cũng thường được ăn với saeujeot (tôm lên men chua).
Bossam là một món ăn phổ biến tại Hàn Quốc, và cũng có thể được phục vụ như là một Anju (món ăn chơi trong khi uống đồ uống có cồn).

## Hình ảnh

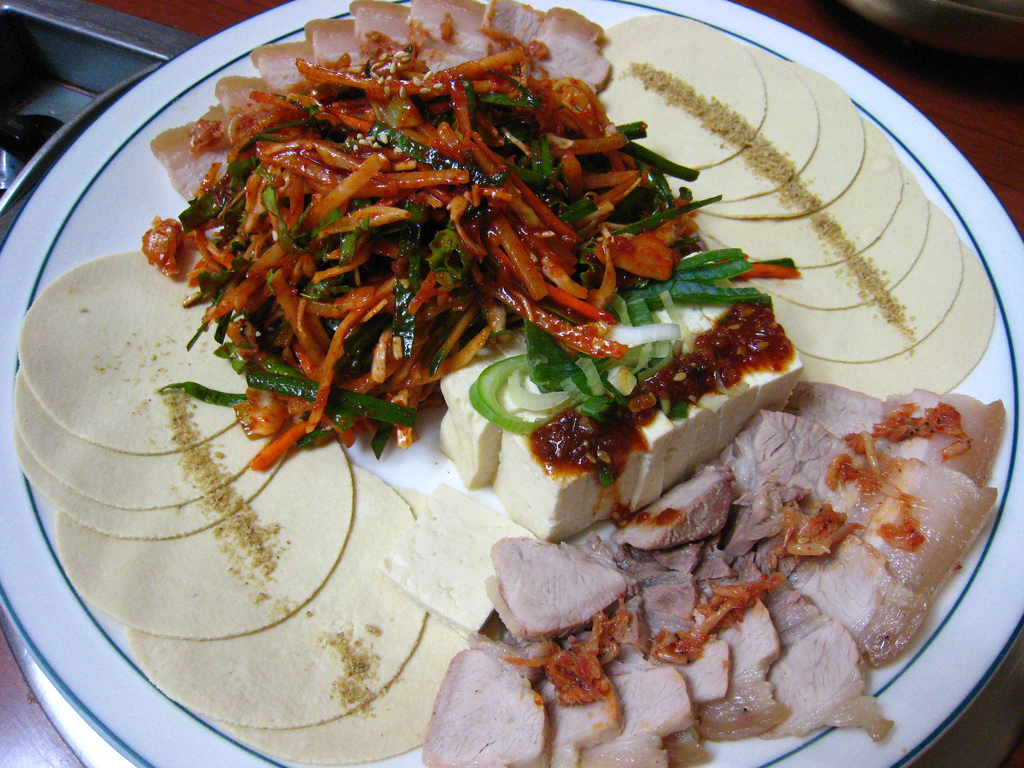
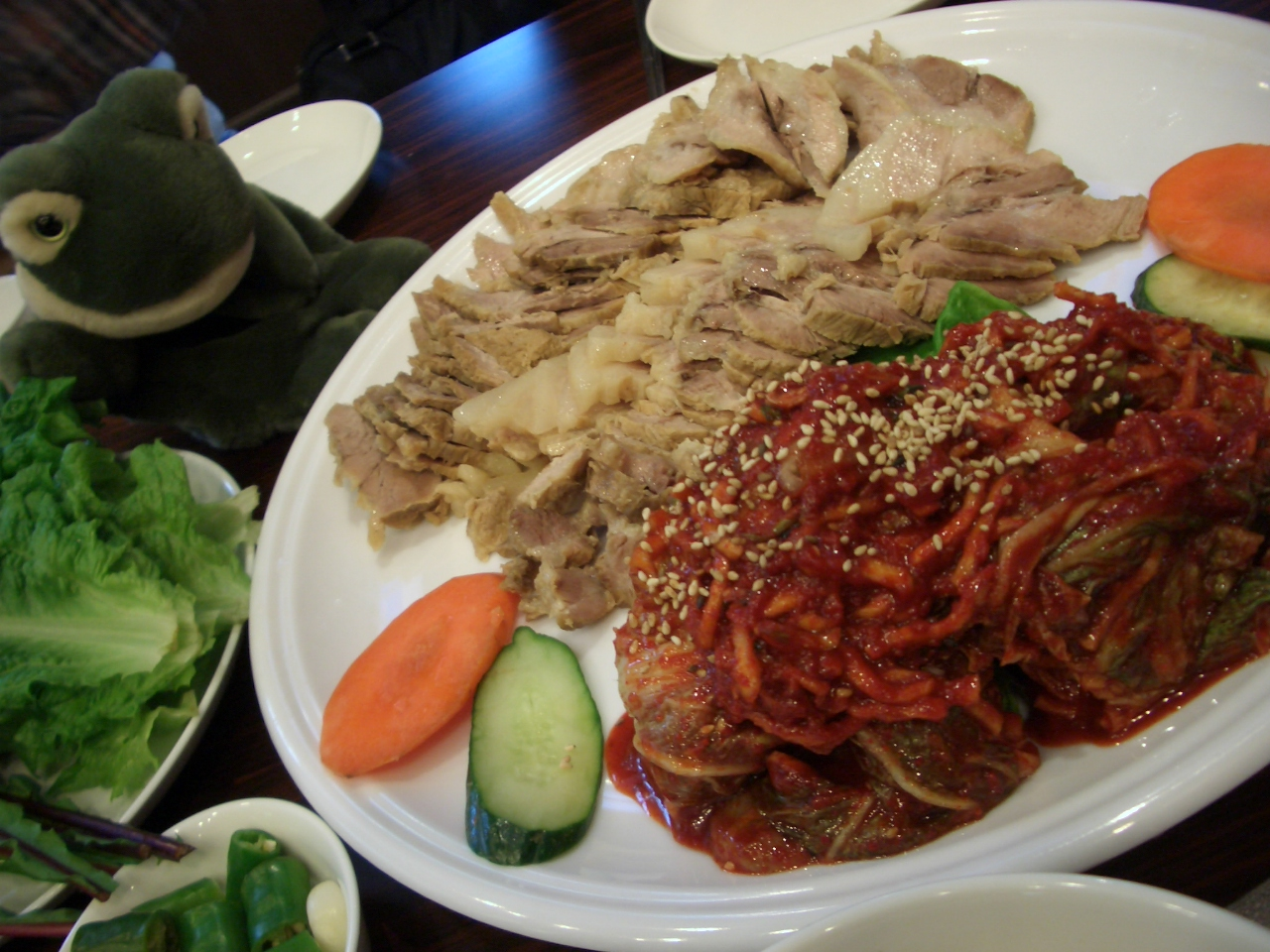
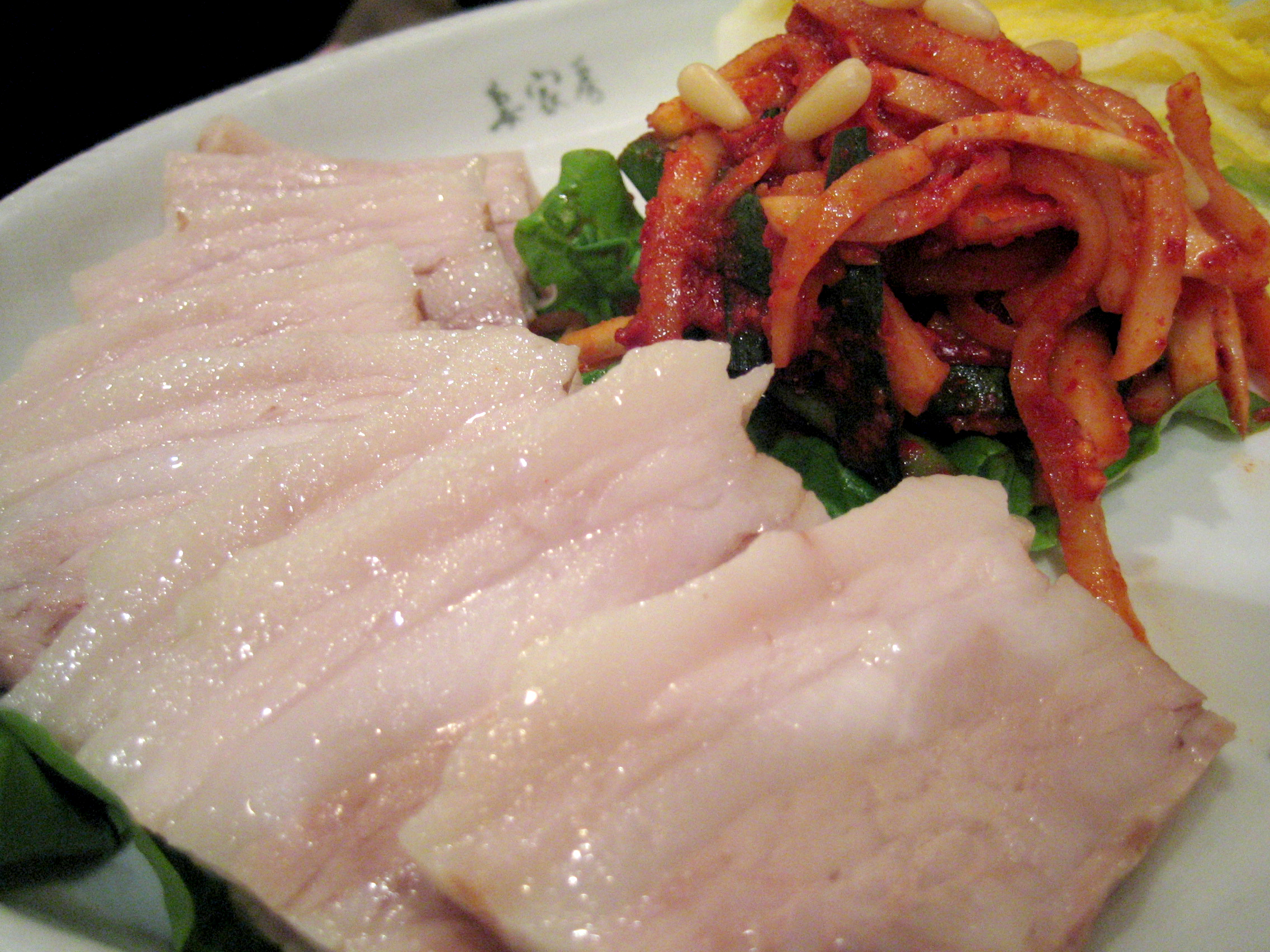
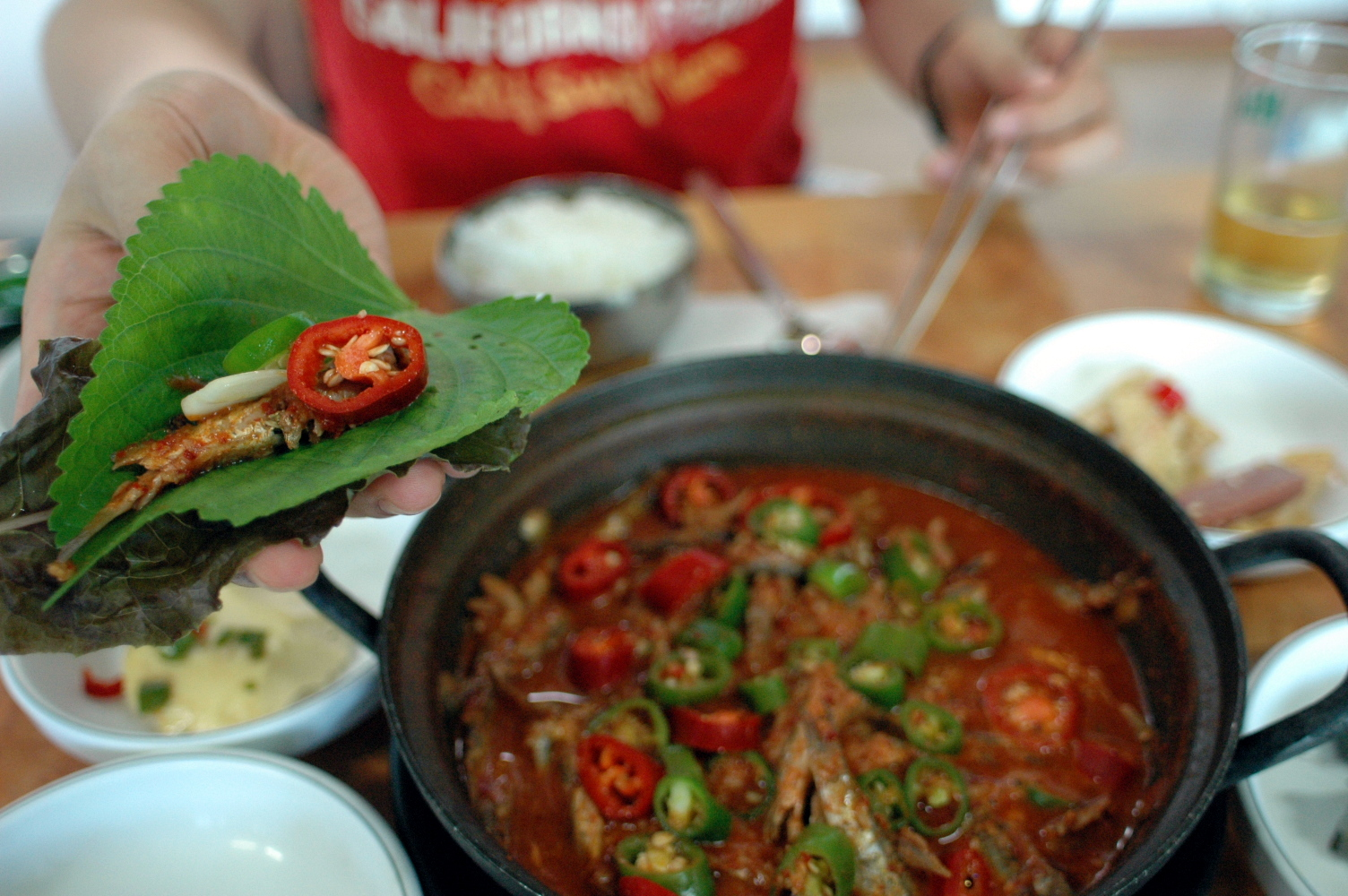
Myeolchi bossam